# Egle gracilior
Egle gracilior är en tvåvingeart som beskrevs av Zheng och Fan 1990. Egle gracilior ingår i släktet Egle och familjen blomsterflugor.
Artens utbredningsområde är Sichuan (Kina). Inga underarter finns listade i Catalogue of Life.